# Liste der Biografien/Blai
Liste der Biografien |
Portal Biografien |
Personensuche
# |
A |
B |
C |
D |
E |
F |
G |
H |
I |
J |
K |
L |
M |
N |
O |
P |
Q |
R |
S |
T |
U |
V |
W |
X |
Y |
Z |
?
 
Ba |
Be |
Bd |
Bg |
Bh |
Bi |
Bj |
Bl |
Bm |
Bn |
Bo |
Br |
Bs |
Bu |
Bw |
By |
Bz
 
Bla |
Ble |
Bli |
Blj |
Blk |
Bll |
Blo |
Bls |
Blu |
Bly
 
Blaa |
Blab |
Blac |
Blad |
Blae |
Blaf |
Blag |
Blah |
Blai |
Blaj |
Blak |
Blal |
Blam |
Blan |
Blaq |
Blar |
Blas |
Blat |
Blau |
Blav |
Blaw |
Blax |
Blay |
Blaz
Die Liste der Biografien führt alle Personen auf, die in der deutschsprachigen Wikipedia einen Artikel haben. Dieses ist eine Teilliste mit 149 Einträgen von Personen, deren Namen mit den Buchstaben „Blai“ beginnt.

## Blai

### Blaib
- Blaiberg, Philip (1909–1969), südafrikanischer Zahnarzt und zweiter Mensch mit einem transplantierten Herzen

### Blaic
- Blaich, Fritz (1940–1988), deutscher Ökonom (Wirtschafts- und Sozialgeschichte) und Hochschullehrer
- Blaich, Markus C. (* 1968), deutscher prähistorischer Archäologe
- Blaich, Martin (1820–1903), Seelsorger und Erweckungsprediger (Evangelist) der Gemeinschaftsbewegung und einer der Gründer der Evangelischen Karmelmission
- Blaich, Ute (1939–2004), deutsche Redakteurin, Herausgeberin und Kinderbuchautorin
- Blaicher, Günther (* 1938), deutscher Anglist und Hochschullehrer
- Blaickner, Elfriede (1904–2001), österreichische Politikerin (ÖVP), Landtagsabgeordnete von Vorarlberg

### Blaie
- Blaier, Andrei (1933–2011), rumänischer Filmregisseur und Drehbuchautor

### Blaik
- Blaikie, Piers (* 1942), britischer Geograph
- Blaikie, Thomas (1751–1838), schottischer Gartenarchitekt
- Blaikley, Alan (1940–2022), britischer Musikproduzent und Komponist
- Blaiklock, Ken (1927–2020), britischer Geodät und Polarforscher
- Blaikner, Benjamin (* 1985), österreichischer Regisseur, Autor, Musiker, Tänzer und Komponist
- Blaikner, Peter (* 1954), österreichischer Autor und Kabarettist

### Blail
- Blailock, Steve (1944–2013), US-amerikanischer Blues- und Jazzmusiker

### Blaim
- Blaim, Adolf (1942–2004), österreichischer Maler
- Blaimhofer, Maximilian (1759–1834), deutscher Schriftsteller, Schauspieler, Komponist
- Blaimschein, Karl (1923–2001), österreichischer Politiker (ÖVP), Landtagsabgeordneter

### Blain
- Blain, Alexandre (* 1981), französischer Radrennfahrer
- Blain, Christophe (* 1970), französischer Comiczeichner
- Blain, Emma (* 1980), irische Politikerin (Fine Gael), Lord Mayor of Dublin
- Blain, Estella (1930–1982), französische Schauspielerin
- Blain, Francis René (1943–2022), gambischer Diplomat
- Blain, Gérard (1930–2000), französischer Schauspieler, Filmregisseur und Drehbuchautor
- Blain, Jérémie (* 1992), kanadischer Eishockeyspieler
- Blain, Ser’Darius (* 1987), US-amerikanischer Schauspieler
- Blain, Vicky (* 1943), gambische Sängerin
- Blain, Willy (* 1978), französischer Boxer
- Blaindorfer, Wilhelm (1905–1977), österreichischer Benediktiner und Abt
- Blaine, David (* 1973), US-amerikanischer Aktionskünstler und StraßenmagierDavid Blaine (* 1973)

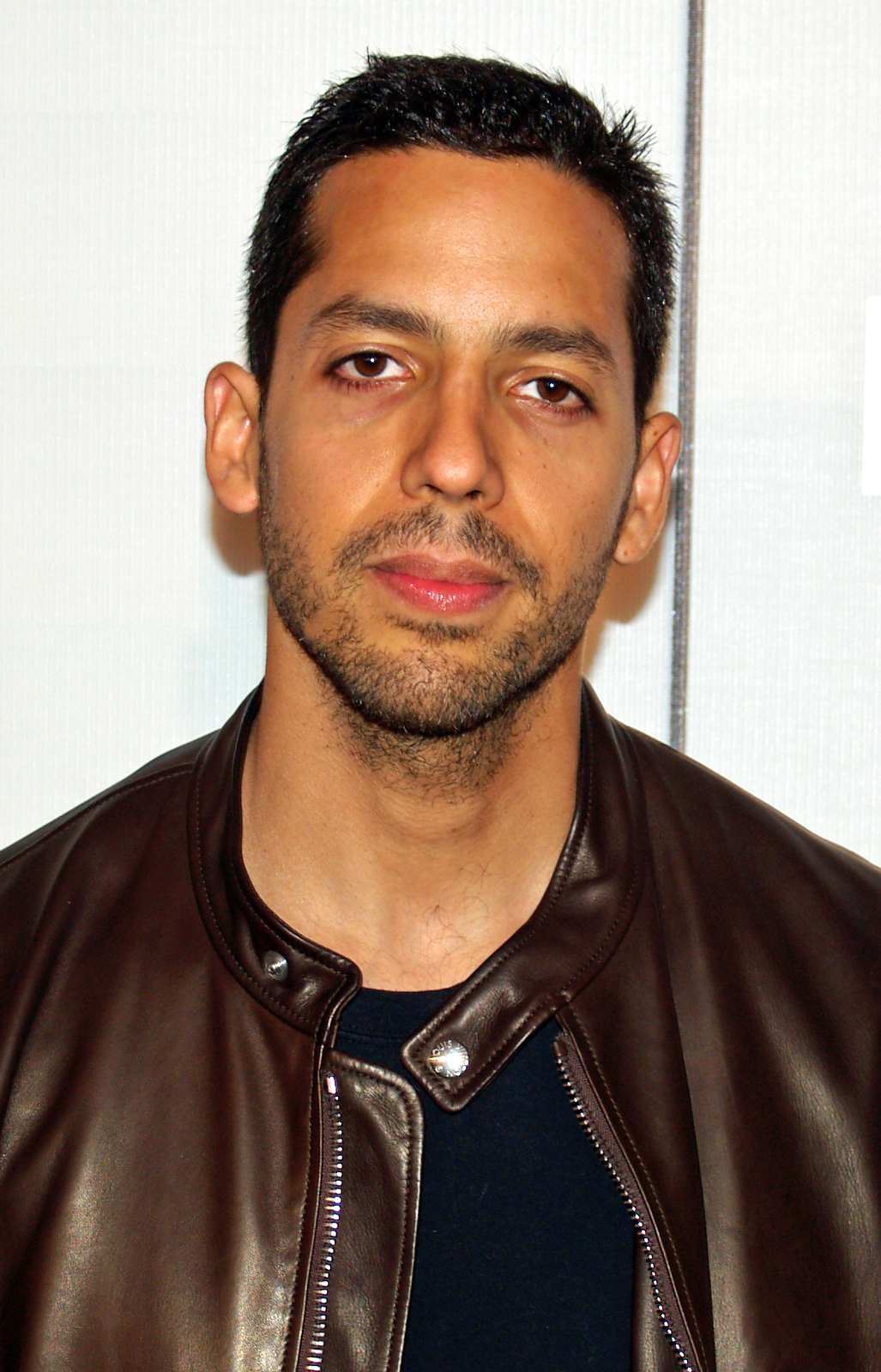
David Blaine (* 1973)

- Blaine, Hal (1929–2019), US-amerikanischer Musiker
- Blaine, James G. (1830–1893), US-amerikanischer Politiker
- Blaine, John J. (1875–1934), US-amerikanischer Politiker
- Blaine, Nell (1922–1996), US-amerikanische Malerin
- Blaine, Vivian (1921–1995), US-amerikanische Schauspielerin und Sängerin
- Blainville, Charles-Henri de (* 1711), französischer Cellist, Komponist und Musiktheoretiker
- Blainville, Henri Marie Ducrotay de (1777–1850), französischer Zoologe und Anatom
- Blainville, Jean-Jules-Armand Colbert, Marquis de (1663–1704), französischer Adliger und Militär

### Blair
- Blair, Adam (* 1986), neuseeländischer Rugby-League-Spieler
- Blair, Allan (1900–1948), kanadischer Mediziner und Hochschullehrer
- Blair, Andrew George (1844–1907), kanadischer Politiker
- Blair, Archibald († 1815), britischer Meeresvermesser
- Blair, Austin (1818–1894), US-amerikanischer Politiker
- Blair, Bernard (1801–1880), US-amerikanischer Jurist und Politiker
- Blair, Betsy (1923–2009), US-amerikanische SchauspielerinBetsy Blair (1923–2009)

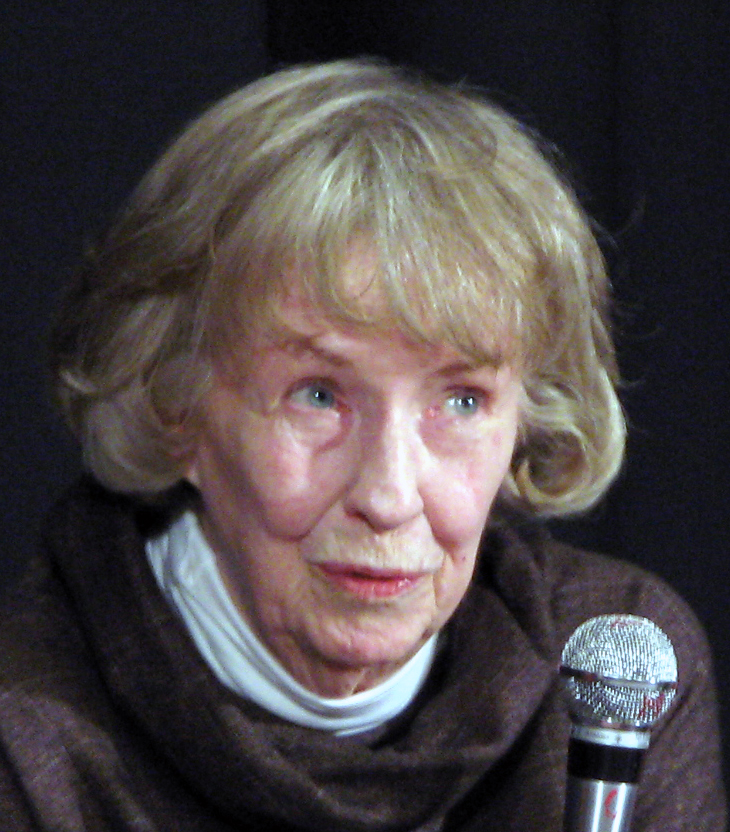
Betsy Blair (1923–2009)

- Blair, Bill (1911–1995), US-amerikanischer Rennfahrer
- Blair, Bill (* 1954), kanadischer Politiker und Polizist
- Blair, Bonnie (* 1964), US-amerikanische Eisschnellläuferin
- Blair, Bre (* 1980), kanadische Schauspielerin
- Blair, Catherine Hogg (1872–1946), schottisch-britische Suffragette, Friedensrichterin und Gründerin des Scottish Women’s Rural Institutes
- Blair, Cherie (* 1954), britische Rechtsanwältin, Ehefrau von Ex-Ministerpräsident Tony BlairCherie Blair (* 1954)

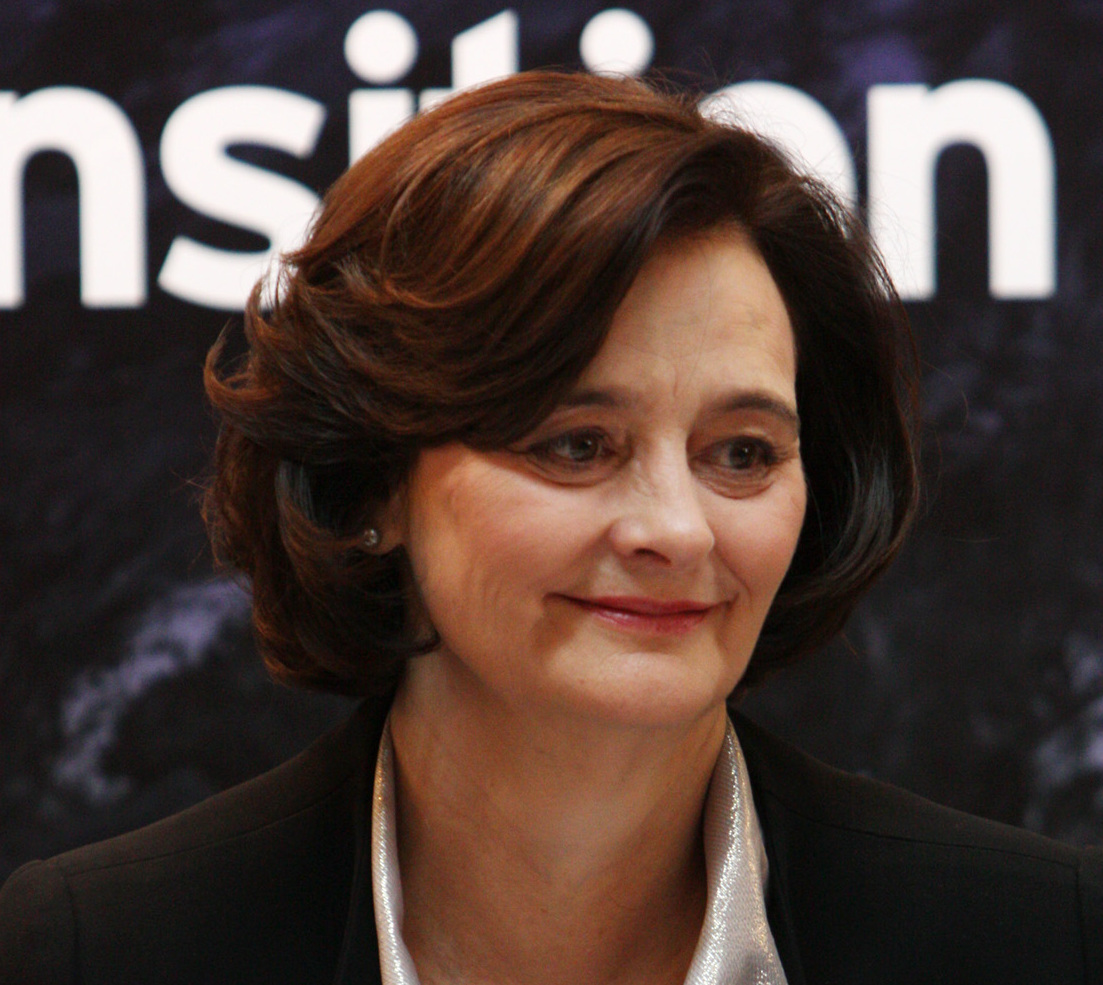
Cherie Blair (* 1954)

- Blair, Chris (* 1978), neuseeländischer Badmintonspieler
- Blair, Claude (1922–2010), britischer Historiker
- Blair, Clay (1925–1998), US-amerikanischer Historiker und Sachbuchautor
- Blair, Clyde (1881–1953), US-amerikanischer Sprinter
- Blair, Curtis (* 1970), US-amerikanischer Basketballschiedsrichter
- Blair, Danny (1905–1985), schottischer Fußballspieler
- Blair, DeJuan (* 1989), US-amerikanischer Basketballspieler
- Blair, Dennis C. (* 1947), US-amerikanischer Admiral, Direktor der Nationalen Nachrichtendienste der USA
- Blair, Eileen (1905–1945), britische Psychologin, Teilnehmerin am Spanischen Bürgerkrieg und erste Frau von George Orwell
- Blair, Eliza (* 1976), australische Ruderin
- Blair, Francis Preston (1791–1876), US-amerikanischer Journalist und Politiker
- Blair, Francis Preston junior (1821–1875), US-amerikanischer Politiker und Generalmajor der Unionsarmee im Sezessionskrieg
- Blair, Frederick H. (1874–1939), kanadischer Organist, Chorleiter, Pianist und Musikpädagoge
- Blair, Gwenda (* 1943), US-amerikanische Journalistin, Hochschullehrerin und Sachbuchautorin
- Blair, Henry W. (1834–1920), US-amerikanischer Politiker
- Blair, Hugh (1718–1800), schottischer Geistlicher, Schriftsteller und Rhetoriker
- Blair, Ian, Baron Blair of Boughton (1953–2025), britischer Polizeioffizier und Life PeerIan Blair, Baron Blair of Boughton (1953–2025)

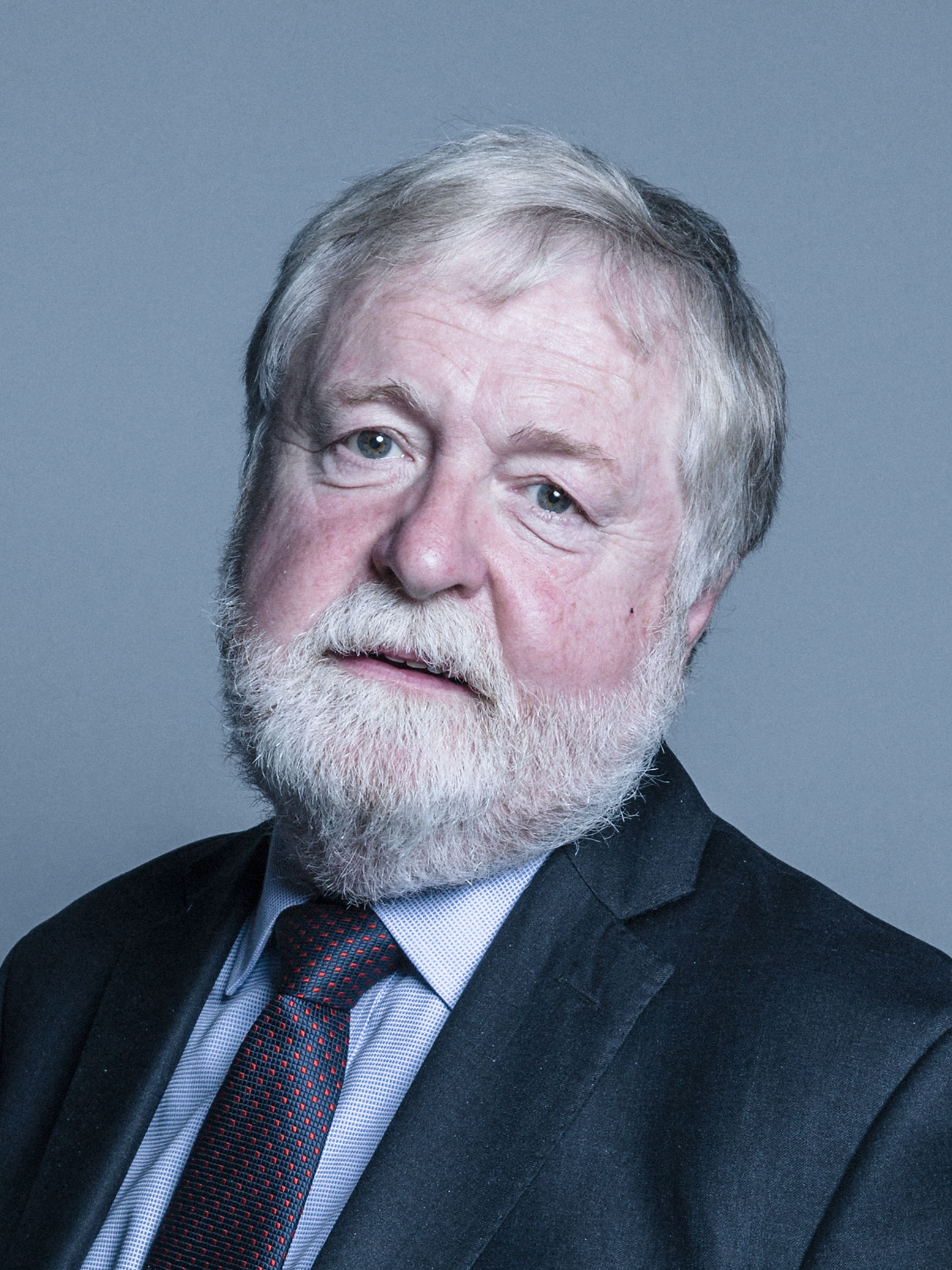
Ian Blair, Baron Blair of Boughton (1953–2025)

- Blair, Jacob B. (1821–1901), US-amerikanischer Politiker
- Blair, James († 1834), US-amerikanischer Politiker
- Blair, James (1909–1992), US-amerikanischer Ruderer
- Blair, James G. (1825–1904), US-amerikanischer Politiker
- Blair, James P. (1931–2021), US-amerikanischer Fotograf
- Blair, James T. (1902–1962), US-amerikanischer Politiker
- Blair, Janet (1921–2007), US-amerikanische Schauspielerin
- Blair, Jim (1947–2011), schottischer Fußballspieler
- Blair, John (1790–1863), US-amerikanischer Politiker
- Blair, John (1943–2006), US-amerikanischer Jazzgeiger und Sänger
- Blair, John junior (1732–1800), US-amerikanischer Politiker und Jurist
- Blair, Jon (* 1950), britischer Filmproduzent, Filmregisseur, Drehbuchautor und Filmemacher
- Blair, Kelly (* 1970), US-amerikanische Leichtathletin
- Blair, Kenneth Gloyne (1882–1952), englischer Entomologe
- Blair, Kitty (* 1985), deutsche Pornodarstellerin
- Blair, Lee (1903–1966), US-amerikanischer Jazzgitarrist und Banjospieler
- Blair, Leonard Paul (* 1949), US-amerikanischer römisch-katholischer Geistlicher, Erzbischof von Hartford
- Blair, Linda (* 1959), US-amerikanische SchauspielerinLinda Blair (* 1959)

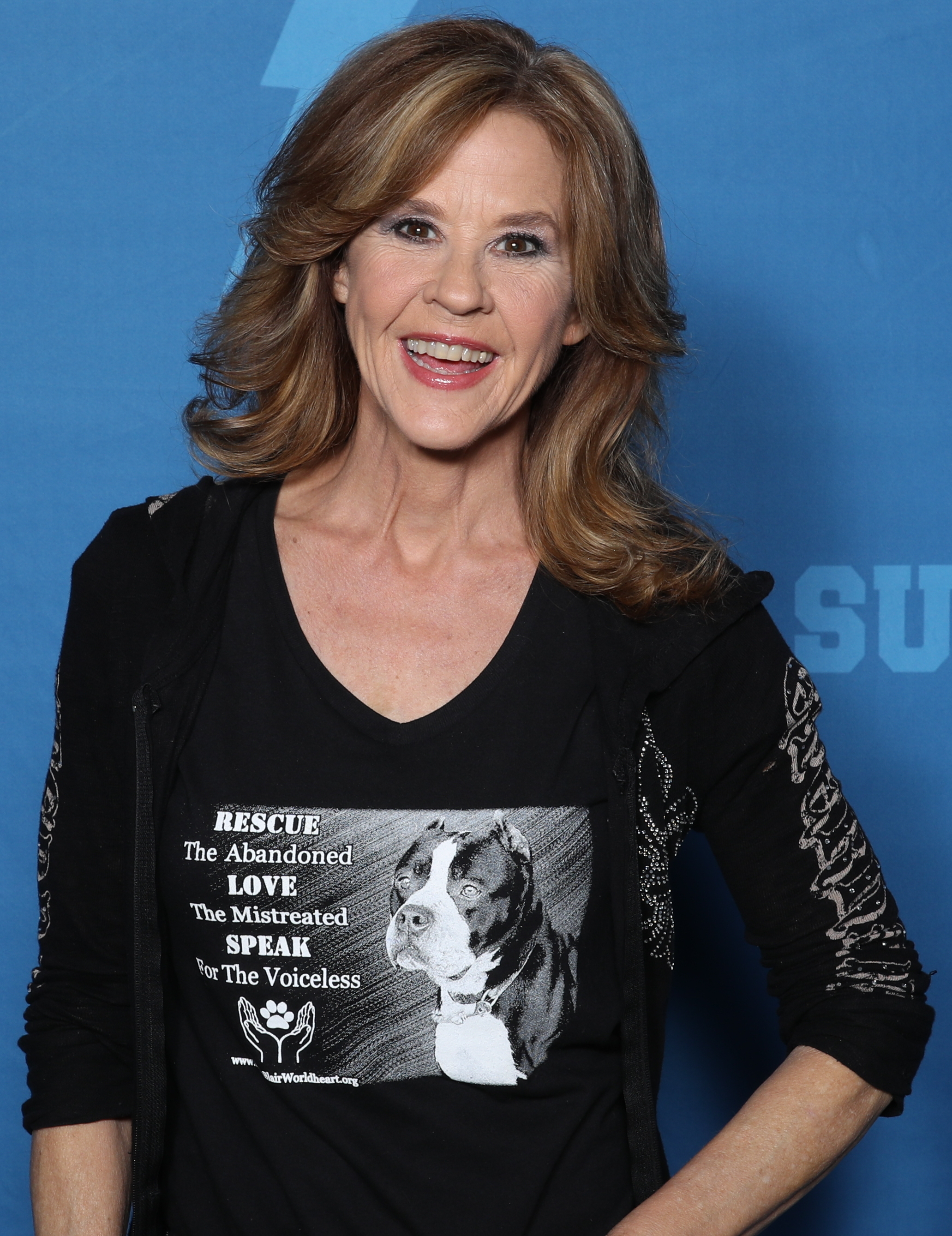
Linda Blair (* 1959)

- Blair, Macon (* 1974), US-amerikanischer Filmschauspieler, Filmregisseur, Filmproduzent, Drehbuchautor und Comicautor
- Blair, Mary (1911–1978), US-amerikanische Grafikerin und Disney-Animatorin
- Blair, Mike (* 1981), schottischer Rugbyspieler
- Blair, Montgomery (1813–1883), US-amerikanischer Anwalt, Richter und US-Postmaster General
- Blair, Niall (* 1977), australischer Politiker, Mitglied des Parlaments und Minister von New South Wales
- Blair, Patricia (1933–2013), US-amerikanische Schauspielerin
- Blair, Patrick († 1728), schottischer Arzt und Botaniker
- Blair, Paul (1942–2011), US-amerikanischer Jazzautor, Journalist und Verleger
- Blair, Peter (1932–1994), US-amerikanischer Ringer
- Blair, Ralph (* 1939), US-amerikanischer Psychotherapeut und Autor
- Blair, Robert (1748–1828), schottischer Astronom
- Blair, Robert James (* 1981), schottischer Badmintonspieler, später für England startend
- Blair, Ron (* 1948), US-amerikanischer Bassist
- Blair, Sallie (1934–1992), US-amerikanische Jazz- und Popsängerin
- Blair, Samuel (1935–2010), nordirischer Badmintonspieler
- Blair, Samuel Steel (1821–1890), US-amerikanischer Politiker
- Blair, Selma (* 1972), US-amerikanische Schauspielerin
- Blair, Terry (1961–2024), US-amerikanischer Serienmörder
- Blair, Tony (* 1953), britischer Politiker, Mitglied des House of CommonsTony Blair (* 1953)

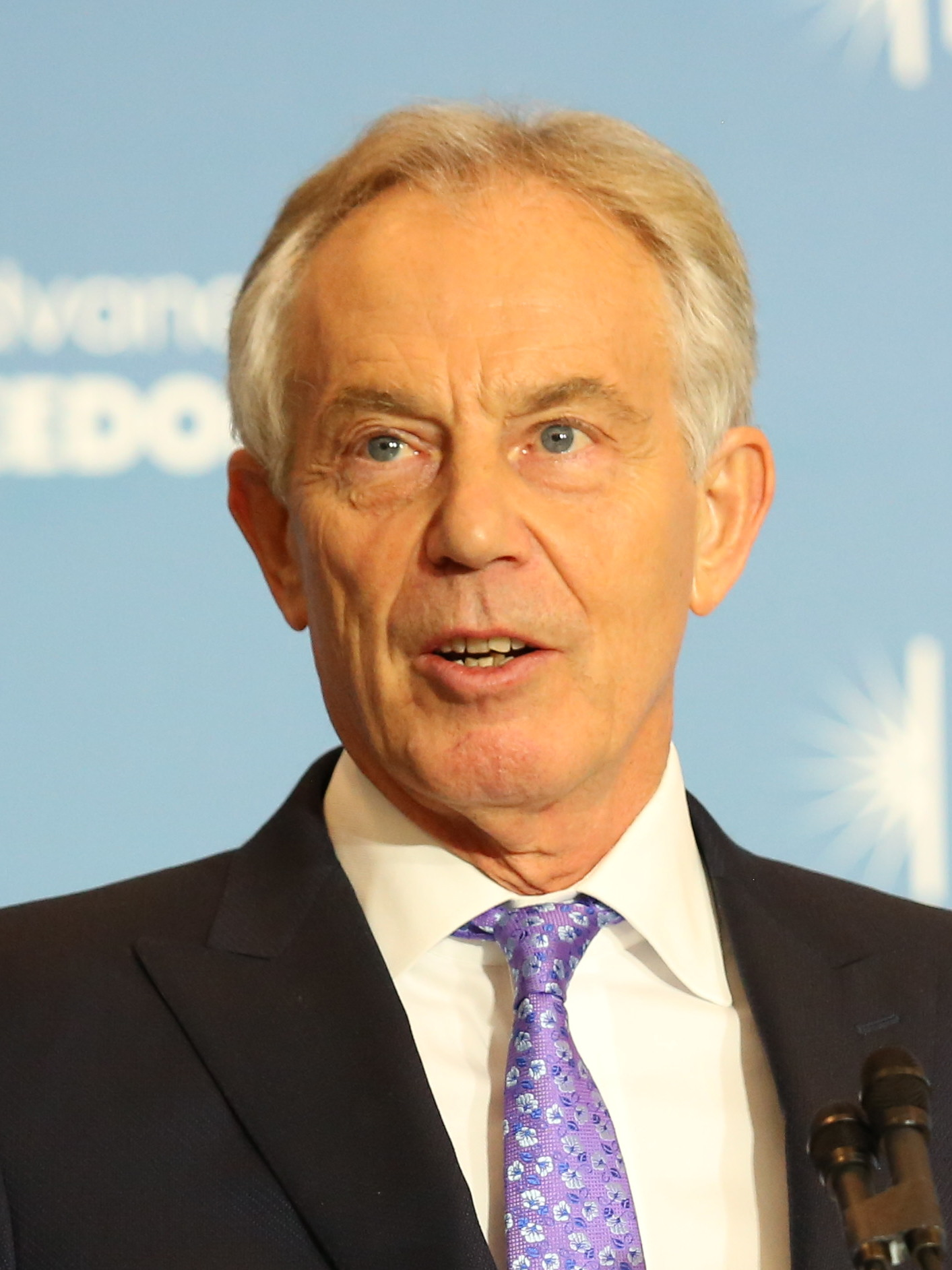
Tony Blair (* 1953)

- Blair, Vivien Lyra (* 2012), US-amerikanische Kinderdarstellerin
- Blair, W. Frank (1912–1984), US-amerikanischer Zoologe und Ökologe
- Blair, Wayne (* 1971), australischer Regisseur und Produzent
- Blair, Wren (1925–2013), kanadischer Eishockeytrainer und -funktionär
- Blair, Yasmine (* 1983), österreichisch-amerikanische Fernsehmoderatorin
- Blair, Zach (* 1974), US-amerikanischer Gitarrist
- Blair, Zachary, US-amerikanischer American-Football-Spieler
- Blair-Bell, William (1871–1936), britischer Chirurg, Gynäkologe und Geburtshelfer
- Blaire, Amelia Rose (* 1987), US-amerikanische Schauspielerin
- Blaire, Stephen Edward (1941–2019), US-amerikanischer Geistlicher, römisch-katholischer Bischof von Stockton
- Blairman, Allen (1940–2022), US-amerikanischer Jazzschlagzeuger
- Blairon, Pierrick, französischer Marineoffizier (Admiral)

### Blais
- Blais, André (* 1947), kanadischer Politikwissenschaftler
- Blais, Cédrik (* 1996), kanadischer Shorttracker
- Blais, Danaé (* 1999), kanadische Shorttrackerin
- Blais, Isabelle (* 1975), kanadische Schauspielerin
- Blais, Jean-Jacques (* 1940), kanadischer Rechtsanwalt und Politiker der Liberalen Partei Kanadas
- Blais, Jean-Michel (* 1985), franko-kanadischer Komponist und Pianist
- Blais, Jean-Pierre (* 1949), kanadischer römisch-katholischer Geistlicher, emeritierter Bischof von Baie-Comeau
- Blais, Léo (1904–1991), US-amerikanisch-kanadischer Geistlicher, römisch-katholischer Weihbischof in Montréal
- Blais, Marie-Claire (1939–2021), kanadische Schriftstellerin
- Blais, Mimi (* 1956), kanadische Pianistin, Komponistin und Comedy-Darstellerin
- Blais, Pierre (* 1948), kanadischer Politiker und Bundesrichter
- Blais, Samuel (* 1996), kanadischer Eishockeyspieler
- Blais, Vincent (* 1990), kanadischer Biathlet
- Blais-Grenier, Suzanne (1936–2017), kanadische Politikerin, Unterhausmitglied, Bundesministerin
- Blaisdell, Daniel (1762–1833), US-amerikanischer Politiker
- Blaisdell, George Grant (1895–1978), US-amerikanischer Ingenieur und Erfinder
- Blaisdell, Nesbitt (1928–2024), US-amerikanischer Schauspieler
- Blaise, Aaron (* 1968), US-amerikanischer Animator und Filmregisseur
- Blaise, Clark (* 1940), kanadischer Schriftsteller US-amerikanischer Herkunft
- Blaise, Guy (* 1980), belgisch-luxemburgischer Fußballspieler
- Blaise, Luna (* 2001), US-amerikanische Schauspielerin und SängerinLuna Blaise (* 2001)

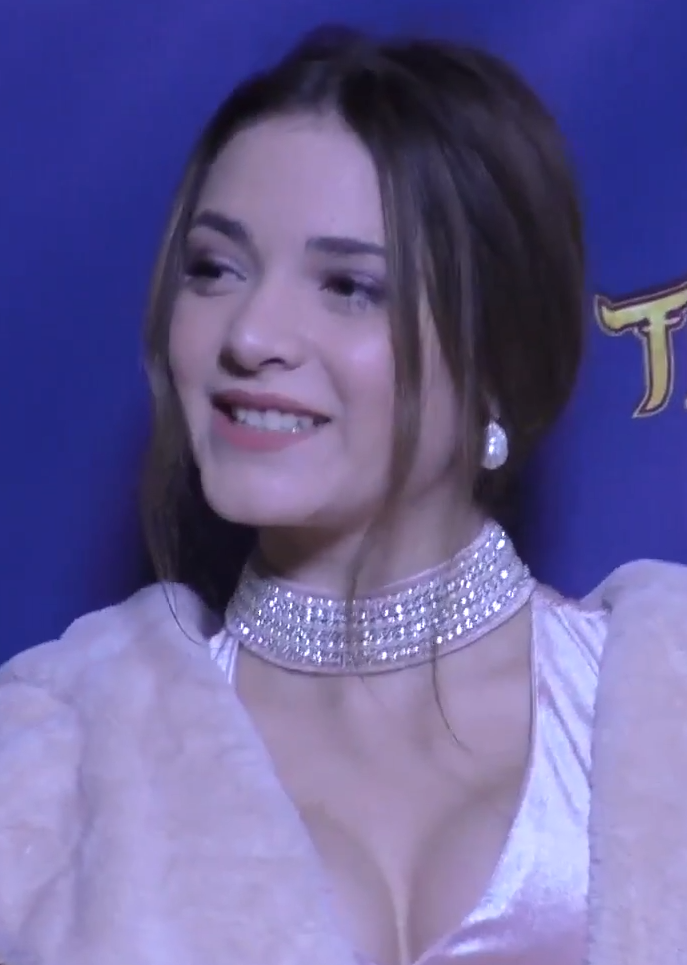
Luna Blaise (* 2001)

- Blaise, Pierre (1955–1975), französischer Schauspieler
- Blaisse, Ben (1911–2006), niederländischer Eisschnellläufer
- Blaisse, Fioen (1932–2012), niederländische Malerin und Bildhauerin
- Blaisse, Petra (* 1955), niederländische Designerin
- Blaisse, Steven (1940–2001), niederländischer Ruderer
- Blaisten, Isidoro (1933–2004), argentinischer Journalist, Photograph und Schriftsteller

### Blaiz
- Blaize, Gérard (* 1946), französischer Lehrer für Aikido, Bojutsu und Jodo
- Blaize, Herbert (1918–1989), grenadischer Politiker
- Blaize, Immodesty (* 1978), britische Burlesquetänzerin
- Blaizot, Jean-Paul (* 1949), französischer theoretischer Kernphysiker
- Blaizot, Roger (1891–1981), französischer Heeresoffizier